# Alexander Juhan
Stephen Alexander Juhan (1765 a Halifax (Nova Escòcia) - Germantown, comtat de Filadèlfia, Pensilvania, 12 d'agost, 1845), va ser un pianista, compositor i director d'orquestra estatunidenc.
Els seus pares eren el professor i músic suís (d'Yverdon) John James Juhan i Mary Payzant Juhan. Els seus pares vivien a Halifax, Boston i Charleston. Va arribar a Filadèlfia el 1783, on va organitzar una sèrie de concerts per subscripció amb Alexander Reinagle, Henri Capron i William Brown. El 1787, es va celebrar un concert benèfic en favor seu, al qual va ser present George Washington i va interpretar una sonata per a piano a quatre mans de Joseph Haydn amb Reinagle. El 1792 es van publicar sis sonates per a piano o clavicèmbal de Juhans. Va aconseguir adquirir una certa quantitat de riquesa, cosa que li va permetre comprar terres al comtat de Barnwell, Carolina del Sud. No obstant això, a causa d'una mala gestió, el terreny va anar a parar als seus creditors. Avui, el jaciment del riu Savannah és una instal·lació de re processament de combustible nuclear.

## Família
Es va casar amb Elizabeth (Eliza) Bourdeaux (* 1772; † 1 de setembre de 1816) el 1792. La parella va tenir diversos fills:
- Daniel Bourdeaux (1796–1831)
- Isaac Bourdeaux (1803–1897)
- Francis Pheasant (1805–1879)